# Florentio Maschera
Florentio Maschera, także Florenzo (ur. około 1540 przypuszczalnie w Brescii, zm. prawdopodobnie 1584 tamże) – włoski kompozytor, organista i wiolista, wirtuoz violi da braccio. 

## Życiorys
Uczył się u ojca, a następnie u Claudia Merula. Był organistą kościoła Spirito Santo w Wenecji, następnie od 1557 do 1584 roku, jako następca Merula, organistą katedry w Brescii. Był autorem zbioru Libro primo de canzoni da sonare a quattro voci (wyd. Brescia 1584). Zawarte w nim 21 utworów należą do najwcześniejszych znanych kompozycji przeznaczonych wyłącznie na instrument, bez udziału głosu. Faktura polifoniczna przeważa w nich nad homorytmią.